# حزب الاستقلال والعمل
حزب الاستقلال والعمل هوحزب سياسي شيوعي في السنغال.
تأسس الحزب في عام 1957. أمين عام الحزب هو امات دانسوكو.
في الانتخابات البرلمانية لعام 2001، حصل الحزب على مقعد واحد.
ينشر الحزب صحيفة دان دول.
المنظمة الشبابية للحزب هي اتحاد الشباب الديمقراطي البوري ندياي.